# Rákospalotai Múzeum
A Rákospalotai Múzeum Budapest XV. kerületében Pestújhelyen, a Pestújhelyi út 81. szám alatt található. A múzeum a Csokonai Kulturális Központ intézményeként működik.
A múzeum 1960. január 10-én nyílt meg Rákospalotán a Kossuth utca 39. szám alatt, (az épület mai házszáma 55/a) egy városképileg védett iskolaépületben. Ez volt a fővárosi kerületek sorában a harmadik helytörténeti gyűjtemény. 1984-ben az épület rossz műszaki állapota miatt a múzeumot bezárták. 1991 novemberében, miután átköltöztették Pestújhelyre, újranyitott az intézmény. A gyűjtemény a területen lakó palócság néprajzi kiállítását és egy képtárat foglal magába, benne Madarász Viktor festőművész hagyatékával.
2006-tól rendszeresen otthona az évente május-június környékén megrendezett egynapos Kerti Tárlatnak, ahol a kerület neves képző- és iparművészei kiállítanak.

## Lásd még
- Budapest múzeumainak listája